# Валакхилья
Валакхи́лья (санскр. वाळखिल्य, IAST: vālakhilya) — группа гимнов в составе восьмой мандалы «Ригведы».
В состав этой группы входят 11 гимнов (РВ VIII, 49-59). Они занимают особое место среди других гимнов «Ригведы», так как являются более поздней вставкой, чей текст сохранился хуже, чем остальная самхита. Создателями этого приложения считают поэтов из рода Канвов. Позднее авторство связывали и с мифологическими мудрецами-карликами валакхильями. Известный комментатор «Ригведы» Саяна не рассматривает эти гимны, хотя они включены в падапатху. Сам термин «Валакхилья» применяется в отношении этой группы гимнов, начиная с брахман: это прослеживается в «Айтарея», «Гопатха», «Каушитаки» и «Панчавимша-брахманах».